# Thermosphaeroma smithi
Thermosphaeroma smithi é uma espécie de crustáceo da família Sphaeromatidae.
É endémica do México.